# Улан-Баторский зоопарк
Улан-Баторский зоопарк (монг. Улаанбаатар амьтны хүрээлэн) — зоопарк, в различное время существовавший в Улан-Баторе, столице Монголии. Ныне под этим названием может подразумеваться Улан-Баторский мини-зоопарк (монг. Улаанбаатар мини-амьтны хүрээлэн), действующий с 2010 года. Зоопарк расположен на территории Международного парка Будды, имеет площадь ~ 200 м², в нём живёт примерно 100 животных 30 видов. Принадлежит компании «Талын Жононгууд». Единственный зоопарк, действующий на территории Монголии.

## История

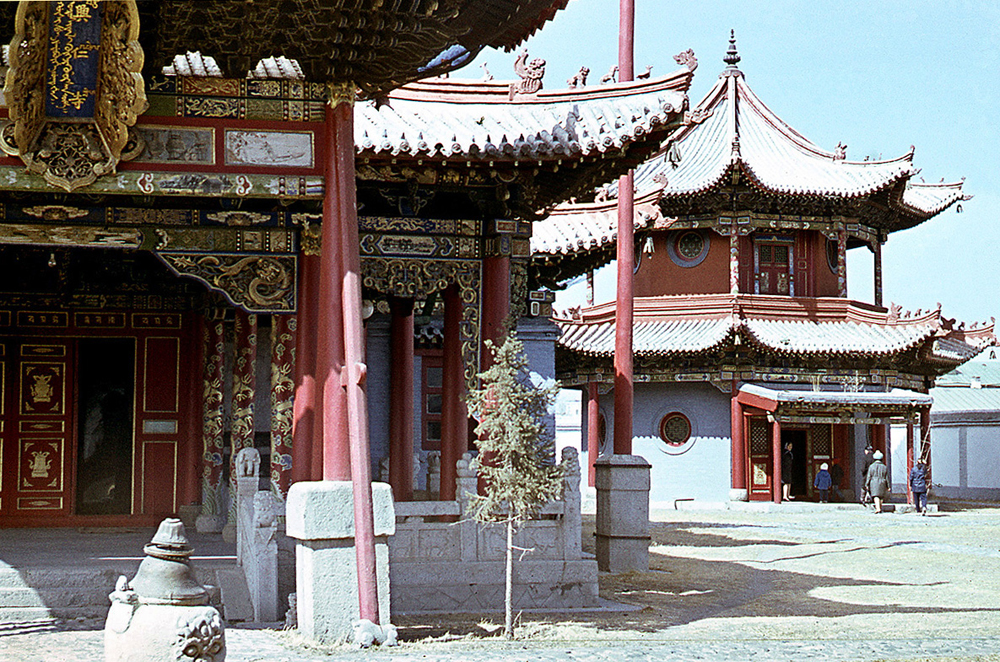
Дворец Богдо-хана

Первый зоопарк в столице Монголии был открыт в 1913 году во дворце Богдо-хана. В нём жил живой слон, купленный в России в городе Красноярске в 1913 году. В конце этого же года слон был привезен в Кяхту поездом, а весной 1914 года — в столицу Монголии. За слоном ухаживали три ламы. Зимой его держали в бревенчатом теплом доме, а летом выводили гулять на реку и другие места. В архивах сохранились документы, свидетельствующие о том, что для питания слона ежедневно использовались 21 мантуу (род пампушки, испеченной на пару), примерно 1 кг топленого масла и 2 ковша красной сливы. Кроме слона в зоопарке жили, к примеру, жираф, волки, различные виды птиц. К зоопарку также относилась крупная коллекция чучел животных, сохранившаяся до сих пор во дворце-музее Богдо-хана. После народной революции зоопарк был заброшен, а слон, отмеченный в истории, как одно из семи сокровищ Монгольского государства, умер в 1926-м году.
Следующий зоопарк в Улан-Баторе был открыт примерно в 1993 году, после Демократической революции. Располагался в районе Зайсана, недалеко от современного зоопарка. Существовал он недолго. В 1995 году произошел неприятный случай: из зоопарка убежал медведь и убил посетителя, после чего зоопарк закрыли.
В 2010 году компания «Талын Жононгууд» основала передвижной зоопарк, побывавший в различных городах Монголии. В 2012 году мини-зоопарк расположился в Парке Будды в Улан-Баторе. В 2014 году зоопарк включен в международную базу данных по зоопаркам. В ней указано, что в зоопарке на настоящий момент более 30 видов, и он работает только летом. Будущее зоопарка неизвестно.
В то же время с 2012 года правительство Монголии разрабатывает проект строительства Национального ботанического и зоологического сада (монг. Амьтан ургамлын үндэсний хүрээлэн). Зоопарк должен расположиться в сомоне Эрдэнэ примерно в 60-ти километрах от Улан-Батора и иметь площадь около 20 га.

## Цитаты
Мы совершили путешествие со своими питомцами по 20 аймакам. Оказалось, что в Увс, Завхан аймаке есть даже такие дети, которые никогда не видели белых голубей. В город ведь не все выезжают. Так что и взрослые и ребятня были благодарны, особенно за то, что впервые увидели экзотических животных, тех же обезьян. [...] Знакомство с представителями животного мира, кормление зверей и птиц воспитывает у детей чувство сострадания и любви к братьям меньшим. Именно поэтому многие горожане надеются, что Министерство культуры, спорта и туризма и столичный мэр поддержат мини зоопарк.
Л.Сайнбат, директор мини-зоопарка
Четвероногих и крылатых принесли жители, спасшие представителей фауны от гибели. Так, лебедь со сломанным крылом прибыл из Банхонгорского аймака сомона Галуут. Волков купили у частников, зверей невозможно выпустить на волю — со своими травмами они просто не выживут. Впрочем, в зоопарке также есть и представители жарких стран, например этот крокодил.
Г.Халиун, корреспондент о мини-зоопарке